# Leiodes silesiaca
Leiodes silesiaca är en skalbaggsart som först beskrevs av Ernst Gustav Kraatz 1852.  Leiodes silesiaca ingår i släktet Liodes, och familjen mycelbaggar. Arten är reproducerande i Sverige.